# 东夏州
东夏州，中国南北朝时设置的州。
- 北魏延昌二年（513年）置东夏州，治所在徧城郡广武县（今陕西延安市城东延河东岸，东北22公里姚店镇、甘谷驿镇附近）。领四郡：徧城郡、朔方郡、定阳郡、上郡，九县。辖境相当今陕西延安市东部及榆林市东南部，包括今延安市宝塔区、延川县、宜川县、延长县、志丹县、子长县、甘泉县、子洲县、绥德县、清涧县、米脂县、佳县、吴堡县等地。西魏废帝三年（554年）改名延州。唐朝在武德元年（618年）置东夏州，治所在临真县（今陕西延安市临镇固县村），属延州都督府。薛仲玉为刺史。贞观二年（628年）废，地入延州。
- 唐朝置东夏州，为党项羁縻州，属乐容州都督府。其地当在今宁夏境内。后废。